# بيل كينان
بيل كينان (بالإنجليزية: Bill Keenan)‏ هو مؤلف أمريكي، ولد في 15 أبريل 1986 في نيويورك في الولايات المتحدة.

## وصلات خارجية
- بيل كينان على موقع EliteProspects.com (الإنجليزية)
- بيل كينان على موقع Eurohockey.com (الإنجليزية)
- بيل كينان على موقع IMDb (الإنجليزية)